# Inname van Oudenaarde
De Inname van Oudenaarde voltrok zich op 7 september 1572 onder leiding van de bosgeus Jacob Blommaert. Oudenaarde bleef zes weken lang bezet voordat de hertog van Alva de stad heroverde.

## Bosgeuzen
Jacob Blommaert was geboren in Pamele nabij Oudenaarde. Op 1 april 1572 was hij aanwezig bij de inname van Den Briel, 5 dagen later leidde hij de Inname van Vlissingen. Hij leidde zijn eigen groep Vlaamse bosgeuzen.

## Inname
Willem van Oranje vraagt Blommaert de Spaanse troepen te verjagen uit zijn geboortestad rond Oudenaarde.
De reis gaat via Oosterweel bij Antwerpen naar Oudenaarde, zijn geboortestreek. Het lukt Blommaert, die dan waarschijnlijk het nieuws over de Bartholomeusnacht net heeft gehoord, met zijn legertje de stad op 7 september 1572 binnen te trekken. Hij vormt een regering met lutheranen, calvinisten en wederdopers. Vier of vijf katholieke priesters worden in de Schelde gegooid en verdrinken. Bestuurders worden opgesloten.

## Herovering door Alva
Slechts een week of zes regeert Blommaert over de oude Scheldestad. Onenigheid tussen de bewoners versnelt de ondergang wanneer Spaanse troepen onder leiding van de hertog van Alva in aantocht zijn. Zij nemen Oudenaarde in en de bosgeuzen vluchten.
In Oostwinkel bij Eeklo tussen Brugge en Gent komt Blommaert op 4 oktober om het leven. De schuilplaats waarin hij zich bevindt wordt in brand gestoken. Zijn legertje keert na omzwervingen terug in de omgeving van Oudenaarde en terroriseert de Spanjaarden vanuit de bossen bij Korsele. Hun nakomelingen, trouwe calvinisten, vormen nu de bewoners van de Geuzenhoek.

## Bron
Jacob Blommaert en de bosgeuzen in de Geuzenhoek bij Oudenaarde